# Astronomical Journal
Astronomical Journal (abgekürzt AJ, nach ISO 4 Astron. J.) ist eine monatlich erscheinende astronomische Fachzeitschrift. Sie erscheint bei der University of Chicago Press für die American Astronomical Society (AAS). 
Das Astronomical Journal wurde 1849 von Benjamin A. Gould gegründet. Es stellte 1861 sein Erscheinen ein, wurde aber 1885 fortgeführt. Ab 2022 erscheinen sämtliche Beiträge im Astronomical Journal im Open Access.